# Adrián Fernández Clemente
Adrián Fernández Clemente (geboren am 15. Juni 1994 in Avilés) ist ein spanischer Handballspieler, der auf der Spielposition Rückraum Mitte eingesetzt wird.

## Vereinskarriere
Fernández begann mit dem Handball in Avilés beim Verein Grupo Deportivo Bosco de los Salesianos und wechselte dann zu Atlética Avilesina. Anschließend spielte er beim Verein AB Gijón Jovellanos, mit dem er in der Saison 2013/2014 in der Liga Asobal debütierte; nach der Saison 2014/2015 stieg er mit dem Team aus der ersten Liga ab. Er spielt seit der Saison 2016/2017 wieder in der höchsten Liga des Landes: Ab 2016 lief Fernández für Blasgon y Bodegas Ceres Villa de Aranda auf; von dem Verein aus Aranda de Duero wechselte er im Jahr 2017 zu Recoletas Atlético Valladolid, für den er vier Jahre lang spielte. Im Jahr 2021 wechselte er zu Bidasoa Irun. Ab 2022 stand er bei Bathco BM Torrelavega unter Vertrag. 2024 wechselte er zu Ademar León.
Mit dem Team aus Irun nahm er an europäischen Vereinswettbewerben teil.

## Auswahlmannschaften
Er stand im Aufgebot spanischer Nachwuchsauswahlmannschaften. Sein erstes Spiel für Spanien absolvierte er am 12. März 2011 mit der promesas selección gegen die Auswahl Norwegens. Als Jugendnationalspieler nahm er an der U-18-Europameisterschaft 2012 in Österreich teil und an der U-19-Weltmeisterschaft 2013 in Ungarn; bei beiden Turnieren belegte er mit dem spanischen Nachwuchsteam den vierten Platz. Mit der Juniorenauswahl Spaniens spielte er im Jahr 2014 bei der U-20-Europameisterschaft in Österreich, bei der man die Bronzemedaille gewann, und bei der U-21-Weltmeisterschaft 2015 in Brasilien. In 88 Spielen bis August 2015 in den Nachwuchsteams erzielte er 193 Tore.

## Ehrungen
Adrián Fernández wurde zum MVP Asobal im November 2022 gewählt.